# HMS Conn (K509)
«Конн» (англ. HMS Conn (K509) — військовий корабель, фрегат типу «Кептен» Королівського військово-морського флоту Великої Британії за часів Другої світової війни.
Фрегат «Конн» був закладений 2 червня 1943 року на верфі американської компанії Bethlehem Hingham Shipyard у Гінгемі, як ескортний міноносець USS Harmon (DE-72). 21 серпня 1943 року він був спущений на воду, а 31 жовтня 1943 року відразу увійшов до складу Королівських ВМС Великої Британії.
Корабель брав участь у бойових діях на морі в Другій світовій війні, бився у Північній Атлантиці, біля берегів Франції, Англії, супроводжував атлантичні та арктичні конвої. В ході війни служив у ескортних групах супроводження транспортних конвоїв та був одним з протичовнових кораблів, на рахунку якого знищення самостійно або у складі групи двох підводних човнів противника: U-905 і U-965.

## Історія служби
Після введення в експлуатацію «Конн» був підпорядкований силам Командування Західних підходів як корабель супроводу конвою та протичовнового корабля. На початку 1944 року, після кількох рейсів, «Конна» для підсилення виснаженої ескортної групи B7 було призначено до 21 EG, а навесні 1944 року — для супроводу кількох прибережних конвоїв. У червні «Конн» і 21 EG були частиною операції «Нептун», військово-морського компоненту сил підтримки висадки союзних військ у Нормандії, що супроводжувала конвої та шукала ворожі підводні човни. У жовтні «Конн» був частиною ескорту арктичного конвою JW 61, з новим командиром і як старший корабель 21-ї ескортної групи.
27 березня 1945 року «Конн» глибинними бомбами потопив німецький підводний човен U-905 поблизу Норт-Мінча. Всі 45 членів екіпажу загинули.
30 березня 1945 року U-965 був потоплений в Норт-Мінчі глибинними бомбами британських фрегатів «Конн» і «Руперт». Всі 51 члени екіпажу ворожого ПЧ загинули.